# Bavia sexpunctata
Bavia sexpunctata là một loài nhện trong họ Salticidae.
Loài này thuộc chi Bavia. Bavia sexpunctata được Carl Ludwig Doleschall miêu tả năm 1859.

## Hình ảnh

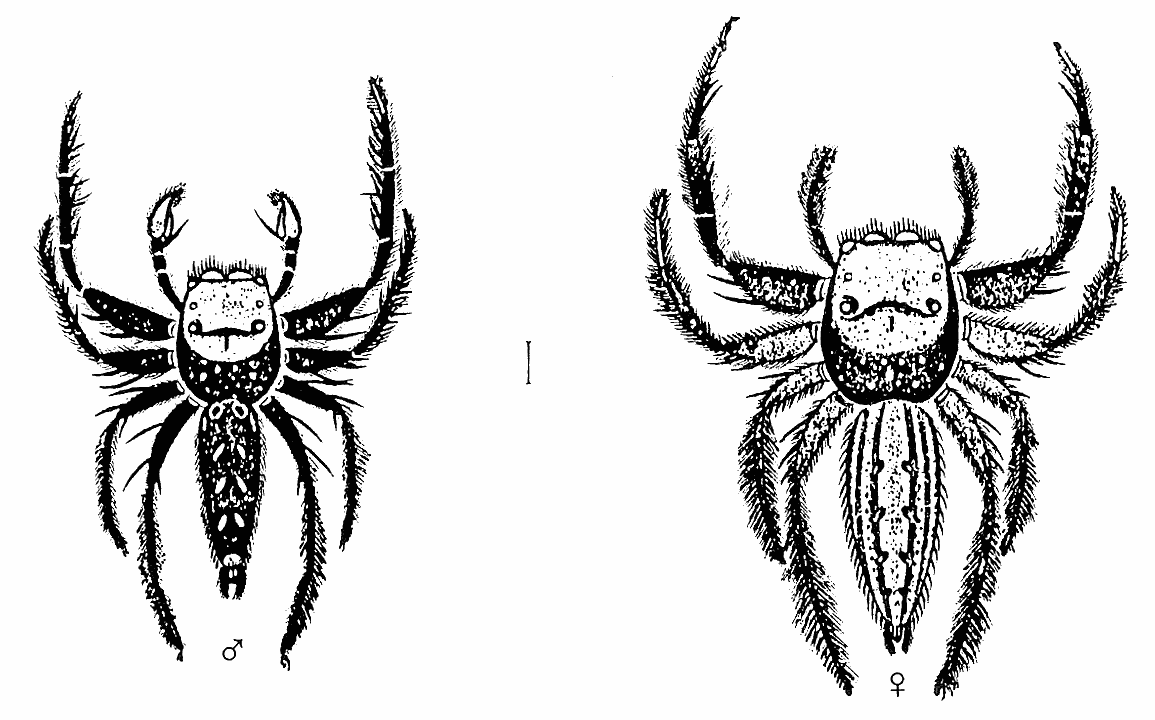